# 11 января
11 января — 11-й день года  по григорианскому календарю.
До конца года остаётся 354 дня (355 дней в високосные годы).
До 15 октября 1582 года — 11 января по юлианскому календарю, с 15 октября 1582 года — 11 января по григорианскому календарю.
В XX и XXI веках соответствует 29 декабря по юлианскому календарю.

## Праздники и памятные дни
См. также: Категория:Праздники 11 января

### Национальные
- Россия — День заповедников и национальных парков.
- Албания — День республики (1946).
- Тунис — День детей[2].

### Религиозные

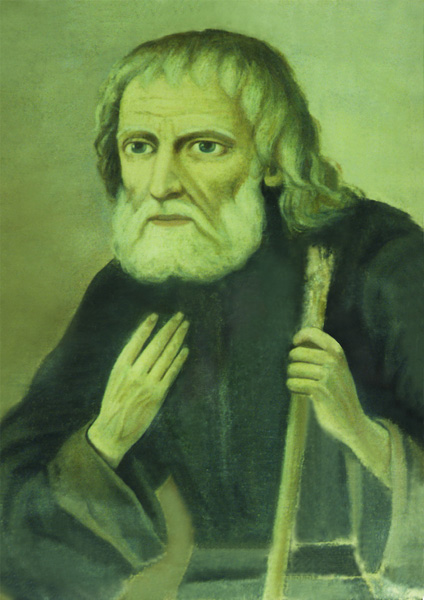
Василиск Сибирский

Православие
 — Память мучеников 14 000 младенцев, от Ирода в Вифлееме избиенных (I);
 — память преподобного Маркелла, игумена обители «Неусыпающих» (485);
 — память преподобного Василиска Туринского, Сибирского (1824);
 — память священномученика Феодосия Беленького, пресвитера (1938);
 — память мучениц Наталии Сундуковой, Наталии Силуяновой, Евдокии Гусевой, Анны Поповой, Матроны Наволокиной, Варвары Деревягиной, Анны Боровской, Евдокии Назиной, Евфросинии Денисовой, Агриппины Киселёвой и Наталии Васильевой (расстреляны НКВД в 1942);
 — память преподобных Марка гробокопателя, Феофила Слезоточивого, старшего брата и Иоанна Богоугодного, младшего брата Печерских, в Ближних пещерах (XI—XII);
 — память преподобного Феофила Омучского (ок. 1412);
 — память преподобного Лаврентия Черниговского (1950);
 — память преподобного Фаддея Студийского исповедника (818).
 Католицизм
 — Память преподобного Виталия Александрийского;
 — память Леуция Бриндизийского;
 — память Павлина II Аквилейского.
 — память Феодосия Великого;

### Именины
- Православные: Агриппина, Анна, Афинодор, Варвара, Василиск, Вениамин, Георгий, Евдокия, Евфросиния, Иван, Лаврентий, Марк, Маркелл, Матрона, Наталия, Фаддей, Феодосий, Феофил
- Католические: Виталий, Леуций, Паулин, Теодосий

## События
См. также: Категория:События 11 января

### До XIX века
- 1559 — первая упомянутая в истории лотерея в Англии. Состоялась в здании Собора Св. Павла.
- 1693 — Сицилийское землетрясение, более 60 000 погибших.
- 1700 — в России вместо византийского календаря введён юлианский календарь. После 31 декабря 7208 года наступило 1 января 1700 года. Начало года перенесёно на 1 января.
- 1742 — гренадерская рота лейб-гвардии Преображенского полка, при содействии которой была возведена на престол императрица Елизавета Петровна, получила наименование Лейб-кампании с особой формой и знаменем.
- 1774 — завершение судебного процесса над участниками Пугачёвского восстания. Вынесен смертный приговор Емельяну Пугачёву, Максиму Шигаеву и другим.
- 1785 — Континентальный конгресс собрался в Нью-Йорке.
- 1787 — Уильям Гершель открыл Титанию и Оберон — спутники планеты Уран.
- 1796 — конституционный конвент Теннесси начал работу над созданием первой конституции штата.

### XIX век
- 1803 — Монро и Ливингстон отправились в морское путешествие из США в Париж для покупки Нового Орлеана, в результате чего США приобрели весь штат Луизиана.
- 1863 — окончание трёхдневной Битвы за Форт Хиндман, Арканзас.
- 1864 — В Лондоне открылся вокзал Чаринг Кросс.
- 1892 — получено разрешение на создание Общества Рязано-Уральской железной дороги
- 1892 — Рязанско-Козловская железная дорога вошла в состав общества Рязано-Уральской железной дороги
- 1899 — Министр иностранных дел России граф Михаил Николаевич Муравьёв обратился к другим державам с нотой, в которой содержались предложения о проведении международной мирной конференции по проблемам разоружения и сохранения мира. Такая конференция была созвана в мае этого же года в Гааге.

### XX век
- 1909 — Из Нью-Йорка в Филадельфию отправились участницы первой женской автогонки.
- 1917 — На территории России создан первый заповедник — Баргузинский. С 1997 года отмечается как День заповедников и национальных парков.
- 1919 — Совет народных комиссаров РСФСР принял декрет о введении продразвёрстки.
- 1922 — Четырнадцатилетний канадец Леонард Томпсон стал первым в мире человеком, для лечения которого от диабета был применён инсулин.
- 1923 — Введение франко-бельгийских войск в Рурский бассейн (Рурский конфликт)
- 1935 — Американская женщина-авиатор Амелия Эрхарт совершила одиночный перелёт через Тихий океан.
- 1940 — В Ленинграде состоялась премьера балета Сергея Прокофьева «Ромео и Джульетта».
- 1946 — После свержения короля Зогу I в Албании была провозглашена народная республика.
- 1960 — в СССР, в Звёздном городке, создан Центр подготовки космонавтов.
- 1962 — Более 3000 человек погибли в Перу во время оползня.
- 1963 — В Лос-Анджелесе открылась первая дискотека, называвшаяся Whisky a Go Go.
- 1966
  - Пущен Тбилисский метрополитен.
  - Более 340 человек погибли, по официальным данным, в Рио-де-Жанейро во время наводнения и оползня.
- 1973 — В Вашингтоне началось дело Уотергейтских воров.
- 1974 — В Кейптауне у Сью Розенковиц родились шестеро близнецов, и впервые все рождённые одновременно дети выжили.
- 1976 — Военная хунта захватила власть в Эквадоре, свергнув президента Гильермо Родригеса Лару.
- 1981 — Команда из трёх британцев под руководством сэра Ранульфа Файнса завершила самую протяжённую и короткую по времени экспедицию по пересечению Антарктики, достигнув Скотт-Бейс после 75 дней пути, в ходе которых было пройдено 2500 миль.
- 1994 — Начал работу новый парламент России — Федеральное собрание Российской Федерации, избранный 12 декабря 1993 года и состоящий из двух палат: верхней — Совета Федерации и нижней — Государственной думы.
- 1994 — Правительство Ирландии отменило 20-летний запрет на теле- и радиотрансляцию выступлений националистической организации Ирландская республиканская армия (ИРА) и её политического крыла «Шинн Фейн».

### XXI век
- 2003 — губернатор штата Иллинойс помиловал 150 осуждённых на высшую меру наказания — всех заключённых-смертников Иллинойса.
- 2004 — инцидент с поездом № 1908, в ходе которого, из-за психического расстройства машиниста, тяжёлый грузовой поезд весом 5175 тонн проехал ряд станций, несмотря на запрещающие показания светофоров. Остановили его лишь путём отключения электроэнергии.
- 2011 — Прекращена общая поддержка операционной системы Windows XP Service Pack 3.
- 2020 — распространение COVID-19 в Китае: первая подтверждённая смерть от COVID-19 в Ухане.
- 2022 — прекращена основная поддержка Windows Server 2016.

## Родились
См. также: Категория:Родившиеся 11 января

### До XIX века
- 347 — Феодосий I Великий (ум. 395), последний император единой Римской империи (379—395).
- 1503 — Франческо Пармиджанино (ум. 1540), итальянский живописец, один из ведущих представителей маньеризма.
- 1545 — Гуидобальдо Марчезе дель Монте (ум. 1607), итальянский физик и математик.
- 1638 — Николас Стено (ум. 1686), датский анатом и геолог.
- 1757
  - Сэмюэль Бентам (ум. 1831), британский инженер-механик, корабельный инженер.
  - Александр Гамильтон (ум. 1804), первый министр финансов США (1789—1795), основатель Национального банка США.
- 1796 — граф Александр Строганов (ум 1891), русский военный, в честь него назван бефстроганов.

### XIX век
- 1815 — Джон Макдональд (ум. 1891), канадский юрист и политик, первый премьер-министр Канады.
- 1825 — Бейярд Тейлор (ум. 1878), американский дипломат, журналист, поэт, переводчик, литературный критик.
- 1831 — Джеймс Чалмерс (ум. 1898), американский юрист и политик, участник Гражданской войны в США в звании генерала.
- 1833 — Михаил Клодт (ум. 1902), русский художник-пейзажист.
- 1837 — Фридольф Гек (ум. 1904), российский мореплаватель, исследователь Дальнего Востока.
- 1842 — Уильям Джеймс (ум. 1910), американский философ и психолог.
- 1844 — Амеде Болле (ум. 1917), французский изобретатель паровых машин.
- 1859 — Джордж Натаниэл Керзон (ум. 1925), английский государственный деятель, вице-король Индии (1899—1906), министр иностранных дел Великобритании (1919—1924).
- 1875 — Рейнгольд Глиэр (ум. 1956), композитор, дирижёр, музыкально-общественный деятель, народный артист СССР.
- 1895 — Лоуренс Хаммонд (ум. 1973), американский инженер, изобретатель электрооргана.
- 1896 — Иван Винаров (ум. 1969), советский разведчик, политический деятель Народной Республики Болгарии.
- 1899 — Ева Ле Гальенн (ум. 1991), англо-американская актриса театра, кино и телевидения, лауреат премии «Тони».

### XX век
- 1904 — Генрихас Блазас (ум. 1965), литовский журналист и общественный деятель.
- 1906 — Альберт Хофманн (ум. 2008), швейцарский химик, открывший ЛСД.
- 1908 — Дмитрий Блохинцев (ум. 1979), советский физик, член-корреспондент АН СССР.
- 1911 — Дзэнко Судзуки (ум. 2004), японский политик, в 1980—1982 гг. премьер-министр Японии.
- 1912 — Леонид Галлис (ум. 1977), актёр театра и кино, народный артист РСФСР.
- 1914 — Михаил Ларченко (ум. 1991), участник советско-финской и Великой Отечественной войны, Герой Советского Союза.
- 1916 — Бернар Блие (ум. 1989), французский киноактёр, режиссёр и сценарист, лауреат премии «Сезар».
- 1920 — Владимир Венгеров (ум. 1997), кинорежиссёр и сценарист, народный артист РСФСР.
- 1924 — Роже Гиймен (ум. 2024 год), американский учёный-эндокринолог французского происхождения. Лауреат Нобелевской премии по физиологии и медицине (1977).
- 1925 — Виктор Авдюшко (ум. 1975), актёр театра и кино, народный артист РСФСР.
- 1926 — Лев Дёмин (ум. 1998), советский космонавт, Герой Советского Союза.
- 1936 — Ева Гессе (ум. 1970), американская художница и скульптор.
- 1937 — Рашит Шакуров (ум. 2024),советский, российский, башкирский учёный-тюрколог, топонимист, поэт, публицист, общественный деятель. Народный поэт Республики Башкортостан (2021). Доктор филологических наук (1998), профессор (2012), Заслуженный деятель науки Республики Башкортостан (1997).
- 1939 — Энн Хеггтвейт, канадская горнолыжница, олимпийская чемпионка в слаломе (1960).
- 1941 — Лесли Дилли (ум. 2025), британский (валлийский) арт-директор и художник-постановщик.
- 1943
  - Нина Корниенко, актриса театра и кино, заслуженная артистка РСФСР.
  - Эдуардо Мендоса, испанский писатель-романист.
- 1945 — Георгий Тараторкин (ум. 2017), актёр театра и кино, народный артист РСФСР.
- 1946
  - Людмила Бобрусь (Порадник), советская гандболистка, двукратная олимпийская чемпионка.
  - Наоми Джадд (ум. 2022), американская певица, автор песен и актриса, лауреат премии «Грэмми».
- 1949 — Мохаммад Реза Рахими, иранский государственный деятель.
- Хён Ён Чхоль, северокорейский военачальник, министр Народных Вооруженных Сил
- 1957 — Брайан Робсон, английский футболист и футбольный тренер.
- 1958 — Ирина Дерюгина, советская спортсменка (художественная гимнастика), абсолютная чемпионка мира (1977, 1979).
- 1960 — Олег Таран, советский и украинский футболист и футбольный тренер.
- 1970 — Мустафа Сандал, турецкий певец.
- 1971 — Мэри Джей Блайдж, американская певица в жанрах R&B, соул и хип-хоп, автор песен, актриса.
- 1972
  - Андрей Малахов, российский телеведущий, шоумен.
  - Аманда Пит, американская актриса кино и телевидения.
  - Константин Хабенский, советский и российский актёр, кинорежиссёр, сценарист, народный артист РФ.
- 1974 — Сюн Ни, китайский прыгун в воду, трёхкратный олимпийский чемпион
- 1977 — Анни Фризингер, немецкая конькобежка, двукратная олимпийская чемпионка, многократная чемпионка мира.
- 1979
  - Даррен Линн Боусман, американский кинорежиссёр.
  - Кари Метте Йохансен, норвежская гандболистка, двукратная олимпийская чемпионка (2008, 2012).
- 1981 — Том Мейган, британский певец, бывший фронтмен рок-группы Kasabian.
- 1983 — Кайса Мякяряйнен, финская биатлонистка, чемпионка мира, обладательница трёх Кубков мира.
- 1987
  - Джейми Варди, английский футболист, нападающий.
  - Данута Козак, венгерская байдарочница, 6-кратная олимпийская чемпионка.
- 1992 — Дани Карвахаль, испанский футболист.
- 1996 — Лерой Зане, немецкий футболист, вингер.

## Скончались
См. также: Категория:Умершие 11 января

### До XIX века
- 812 — Ставракий (р. 775), император Византии (в 803—811 соправитель, с 811 единовластный правитель).
- 1494 — Доменико Гирландайо (р. 1449), один из ведущих флорентийских художников кватроченто, основатель художественной династии.
- 1647 — Пётр Могила (р. 1597), митрополит Киевский, Галицкий и всея Руси (1632—1647), добившийся независимости православной церкви.
- 1739 — Иван Бутурлин (р. 1661), русский генерал, сподвижник Петра I, участник Северной войны.
- 1753 — Ганс Слоан (или Слоун; р. 1660), английский медик и натуралист.

### XIX век
- 1801 — Доменико Чимароза (р. 1749), итальянский оперный композитор, в течение четырёх лет придворный композитор российской императрицы Екатерины II.
- 1811 — Кристоф Фридрих Николаи (р. 1733), немецкий писатель, журналист, критик, издатель.
- 1829 — Фридрих Шлегель (р. 1772), немецкий писатель и поэт, критик, философ, лингвист.
- 1837 — Франсуа Жерар (р. 1770), французский художник-портретист («Купидон и Психея», портреты Наполеона и др.), барон.
- 1840 — Иван Двигубский (р. 1771), российский естествоиспытатель, разработчик русской ботанической номенклатуры.
- 1843 — Фрэнсис Скотт Ки (р. 1779), американский юрист и поэт, автор слов государственного Гимна США.
- 1874 — Гейл Борден (р. 1801), американский бизнесмен и изобретатель, разработчик способов консервации пищевых продуктов, в том числе приготовления сгущённого молока.

### XX век
- 1901 — Василий Калинников (р. 1866), русский композитор.
- 1919 — погиб Василий Киквидзе (р. 1895), участник Гражданской войны в России, красный командир.
- 1920 — Владимир Пуришкевич (р. 1870), русский политик, создатель черносотенных организаций, организатор убийства Григория Распутина.
- 1928 — Томас Харди (р. 1840), английский писатель и поэт.
- 1929 — Яков Слащёв (р. 1886), русский и советский военачальник, генерал, один из руководителей Белого движения.
- 1938 — расстрелян Георгий Лангемак (р. 1898), советский учёный в области ракетной техники, Герой Социалистического Труда (посмертно).
- 1941 — Эмануил Ласкер (р. 1868), немецкий шахматист и математик, второй чемпион мира по шахматам (с 1894 по 1921 г.).
- 1950 — Карин Микаэлис (р. 1872), датская писательница и сценаристка.
- 1952 — Жан Мари де Латр де Тассиньи (р. 1889), маршал Франции, участник Первой и Второй мировых войн.
- 1954 — Оскар Штраус (р. 1870), австрийский композитор.
- 1958 — Эдна Пёрвиэнс (р. 1895), американская актриса немого кино, снимавшаяся с Чарли Чаплином.
- 1964 — Георгий Гребенщиков (р. 1882), русский писатель, публицист, переводчик, журналист.
- 1966 — Альберто Джакометти (р. 1901), швейцарский скульптор, живописец и график.
- 1980 — Барбара Пим (р. 1913), английская писательница.
- 1983
  - Николай Подгорный (р. 1903), председатель Президиума Верховного Совета СССР (1965—1977).
  - Григорий Рошаль (р. 1899), режиссёр театра и кино, сценарист, педагог, публицист, народный артист СССР.
- 1985 — сэр Уильям Маккелл (р. 1891), британский государственный деятель, 12-й генерал-губернатор Австралии (1947—1953).
- 1986
  - Илья Авербах (р. 1934), советский кинорежиссёр, сценарист.
  - Сид Чаплин (р. 1916), английский писатель.
- 1987 — Сергей Курилов (р. 1914), актёр театра и кино, заслуженный артист РСФСР.
- 1988 — Исидор Раби (р. 1898), американский физик, лауреат Нобелевской премии (1944).
- 1991 — Карл Дэвид Андерсон (р. 1905), американский физик шведского происхождения, лауреат Нобелевской премии (1936).
- 1999 — Брайан Мур (р. 1921), ирландский писатель, сценарист.

### XXI век
- 2002 — Анри Вернёй (наст. имя Ашот Малакян; р. 1920), французский кинорежиссёр и сценарист армянского происхождения.
- 2003 — Морис Пиала (р. 1925), французский кинорежиссёр, сценарист, актёр, обладатель «Золотой пальмовой ветви».
- 2008 — Эдмунд Хиллари (р. 1919), новозеландский исследователь и альпинист, первый покоритель Эвереста.
- 2009 — Милан Руфус (р. 1928), словацкий поэт, эссеист, переводчик, детский писатель, академик.
- 2010
  - Георгий Гаранян (р. 1934), саксофонист, джазмен, руководитель музыкальных ансамблей, народный артист России.
  - Эрик Ромер (наст. имя Жан-Мари Морис Шерер; р. 1920), французский кинорежиссёр.
- 2011 — Ирина Сиротинская (р. 1932), российский архивист и литературовед.
- 2014 — Ариэль Шарон (р. 1928), израильский военный, политический и государственный деятель, премьер-министр Израиля (2001—2006).
- 2015 — Анита Экберг (р. 1931), шведская актриса и фотомодель.
- 2021
  - Уильям Эдгар Торнтон (р. 1929), американский астронавт НАСА, совершивший два космических полёта (в 1983 и 1985 гг.).
  - Давид Хахалейшвили (р. 1971), советский и грузинский дзюдоист, самбист, олимпийский чемпион (1992), двукратный чемпион мира, 4-кратный чемпион Европы.
  - Кэтлин Хеддл (р. 1965), канадская гребчиха, трёхкратная олимпийская чемпионка (1992, 1996), трижды чемпионка мира.
- 2022 — Михаил Зеленский (р.1975), российский журналист и телеведущий.
- 2023
  - Рафик Нишанов (р. 1926), советский и узбекский государственный и политический деятель, дипломат.
  - Татьяна Патитц (р. 1966), немецкая супермодель и актриса.
  - Муртаза Рахимов (р. 1934), советский и российский государственный и политический деятель, президент Башкортостана (1993—2010).
- 2024
  - Лоранс Бади (р. 1928), французская актриса театра и кино.
  - Юрий Соломин (р. 1935), актёр и режиссёр театра и кино, театральный педагог, народный артист СССР.